# Sarcophaga balcanica
Sarcophaga balcanica är en tvåvingeart som först beskrevs av Günther Enderlein 1936.  Sarcophaga balcanica ingår i släktet Sarcophaga och familjen köttflugor.
Artens utbredningsområde är Bulgarien. Inga underarter finns listade i Catalogue of Life.